# Witalij Zacharow
Witalij Fiodorowicz Zacharow (ros. Виталий Фёдорович Захаров, ur. 29 stycznia 1923 we wsi Jemieljanowka w Krymskiej ASRR, zm. 15 października 2007 w Kijowie) – radziecki generał porucznik milicji.

## Życiorys
Od czerwca 1941 do grudnia 1947 żołnierz Armii Czerwonej/Armii Radzieckiej, 1943 kursat wojskowo-lotniczej szkoły pilotów, od 1945 funkcjonariusz Komsomołu w Krasiłowie. Członek WKP(b), do 1951 szef wydziału politycznego stanicy maszynowo-traktorowej, 1951-1953 ponownie służył w Armii Radzieckiej, później pracował w aparacie KC KPU. W 1959 ukończył Wyższą Szkołę Partyjną, od 1962 pracownik MWD Ukraińskiej SRR, 1965-1972 szef Zarządu Ochrony Porządku Publicznego/Spraw Wewnętrznych Komitetu Wykonawczego Krymskiej Rady Obwodowej w stopniu pułkownika, a od 22 listopada 1968 komisarza milicji III rangi. W 1966 skończył Kijowską Wyższą Szkołę Ministerstwa Ochrony Porządku Publicznego ZSRR, od 1972 do stycznia 1980 szef Zarządu Spraw Wewnętrznych Komitetu Wykonawczego Kijowskiej Rady Miejskiej i wiceministrem spraw wewnętrznych Ukraińskiej SRR, 23 października 1973 awansowany na generała majora milicji, od 1973 był kandydatem nauk prawnych. Od stycznia 1980 do września 1983 naczelnik Kijowskiej Wyższej Szkoły MWD Ukraińskiej SRR, od 1 listopada 1974 generał porucznik milicji, we wrześniu 1983 zwolniony ze służby, od 1999 do końca życia był profesorem katedry działalności administracyjnej Narodowej Akademii Spraw Wewnętrznych Ukrainy. Odznaczony Orderem Rewolucji Październikowej i dwoma Orderami Czerwonego Sztandaru Pracy.